# Errori reversibili
Errori reversibili (Reversible Errors) è un romanzo di Scott Turow, pubblicato per la prima volta nel 2002.
Il romanzo appartiene a una serie di opere ambientate nella Contea di Kindle; alcuni protagonisti dei romanzi precedenti ritornano con brevi apparizioni.

## Trama
Nel 1991 un uomo di nome Rommy Gandolph viene accusato di un triplice omicidio avvenuto in un locale pubblico. La giovane vice procuratore distrettuale Muriel Wynn e l'esperto detective Larry Starczek, forti della confessione dell'imputato e di alcune prove che sono riusciti a trovare chiedono e ottengono dal giudice Gillian Sullivan la condanna alla pena capitale.
Dieci anni dopo l'imputato decide di affidare all'avvocato Arthur Raven una richiesta di revisione processuale. Arthur inizialmente è costretto controvoglia ad accettare il caso, conducendo un'indagine superficiale, ma la successiva testimonianza di Erno Erdai, malato terminale che si autoaccusa del crimine, lo porta ad appassionarsi al caso.
Nel frattempo Muriel Wynn, dopo una carriera folgorante che la porta ad essere la prossima candidata al ruolo di procuratore, non vuole che la sua credibilità venga smontata alla vigilia delle elezioni e decide di contrastare la deposizione di Erno Erdai, accusandolo di mentire. Secondo la donna egli si dichiara colpevole poiché deve dei favori ai vecchi soci di Gandolph ed essendo malato terminale sa che non sconterà mai la condanna.
Proseguendo nelle indagini Arthur si convince sempre di più che il verdetto sia stato viziato da degli errori. Trova l'alleanza imprevista del detective Starczek e del giudice Sullivan, nel frattempo imprigionata per vicende di tossicodipendenza che l'avevano portata a farsi corrompere.
Tuttavia la data dell'esecuzione è già stata fissata e la battaglia per liberare Gandolph si trasforma sempre più in una lotta contro il tempo.

## Opere derivate
Nel 2004 dal libro è stata tratta un'omonima miniserie televisiva, diretta da Mike Robe e interpretata da Tom Selleck e William H. Macy.

## Edizioni in italiano
- Scott Turow, Errori reversibili, collana Omnibus, traduzione di Stefania Bertola, Arnoldo Mondadori, 2002, ISBN 9788804509547.
- Scott Turow, Errori reversibili, collana I Miti, traduzione di Stefania Bertola, Arnoldo Mondadori, 2003, ISBN 9788804509547.